# Джон Уиллоуби
Джон Уиллоуби (англ. John Willoughby) — персонаж романа Джейн Остин 1811 года «Чувство и чувствительность», один из ухажеров прекрасной Марианны Дэшвуд (вторым является полковник Брендон).

## Персонаж в романе

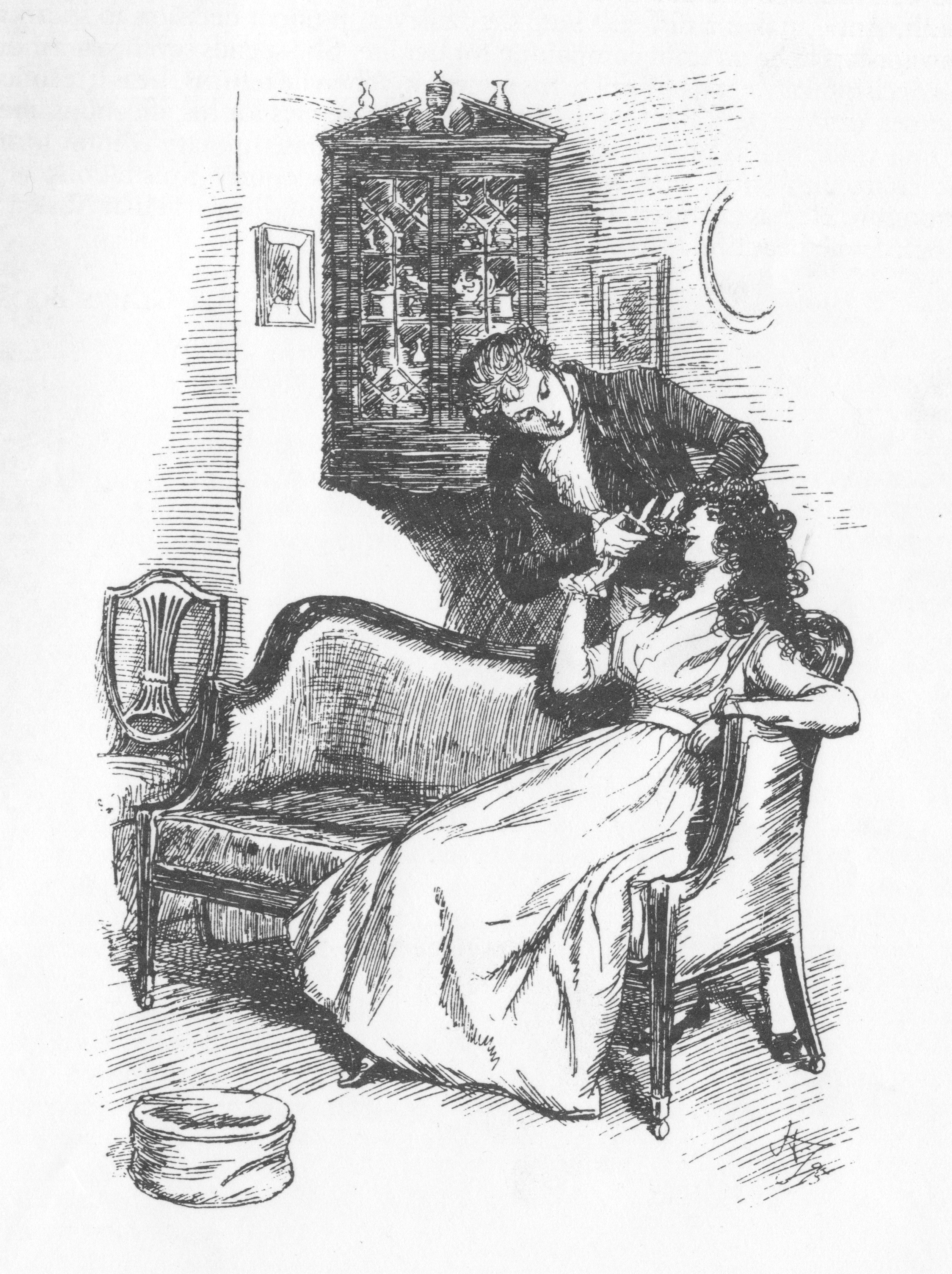
Уиллоуби срезает на память локон Марианны (иллюстрация Хью Томпсона)

В начале повествования Уиллоуби представлялся всем, и особенно Марианне идеальным мужчиной — красивый, страстный, хороший охотник и любитель искусства-таким его видел свет.
Однако в середине романа выясняется, что Уиллоуби вовсе не тот, за кого себя выдавал. Он оказывается себялюбивым и эгоистичным молодым человеком, который ради богатства и праздной жизни отказывается от своей любви к средней мисс Дэшвуд, хотя позже и сожалеет о своём решении. Уиллоуби вступает в брак с другой особой, мисс Грей, более знатной и богатой, нежели юная и неопытная Марианна.
После того, как Марианна узнаёт об их помолвке, она тяжёло заболевает. Полковник Брендон рассказывает её сестре Элинор о любовной связи Уиллоуби с четырнадцатилетней Элизой (приёмной дочерью полковника), после которой Элиза забеременела, а Джон Уиллоби пропал, не желая как-нибудь помочь. Полковник вызывал его на дуэль, которая, однако, закончилась ничем. 
Позднее Уиллоби раскаивается во всём, что совершил, объясняя своё поведение тем, что пытался угодить богатой родственнице, от которой ожидал наследства. Но сердце Марианны всё равно уже навсегда для него закрыто. Она выходит замуж за Брендона. 

## Создание и характеристика персонажа
Критики отмечают значительное сходство между "Чувством и чувствительностью" и опубликованном в 1796 году романом Джейн Уэст "История одного слуха" (англ. A Gossip's story): здесь за героиней, которую тоже зовут Марианна, ухаживает сосед по фамилии Клермонт; их роман развивается схожим образом. Как отмечает Д. Джонс, герой получил свою фамилию в честь героя-распутника из романа Фанни Бёрни "Эвелина" (1778) - сэра Клемента Уиллоуби. Есть предположение, что поведение Уиллоуби может объясняться тем, что на самом деле он соблазнил Марианну и её болезнь была связана с неудачной беременностью, о чём Джейн Остен не пожелала написать прямо.